# Tmesiphorus gayi
Tmesiphorus gayi  (лат.) — вид хищных коротконадкрылых жуков рода Tmesiphorus из подсемейства ощупники (Pselaphinae).

## Распространение
Австралия (Квинсленд).

## Описание
Мелкие коротконадкрылые жуки—ощупники (Pselaphinae). Голова и пронотум грубо пунктированные. Нижнечелюстные щупики со вторым и третьим сегментами, несущими мелкие латеральные шипики, четвёртый членик латерально сильно расширен, вершина заострена. Брюшко с видимым тергитом 2 (V), который самый длинный или почти равен по длине 1 (IV)-му тергиту.
Имаго найдены инквилинами у термитов Coptotermes acinaciformis (Froggatt, 1898) (Rhinotermitidae). 
Вид был впервые описан в 1981 году американским энтомологом профессором Дональдом С. Чандлером (Chandler Donald S.; University of New Hampshire, Durham, Нью-Гэмпшир, США). 
Таксон Tmesiphorus gayi включён в род Tmesiphorus LeConte, 1849 и отнесён к трибе Tmesiphorini из подсемейства Pselaphinae.